# کردهای فلسطین
کردهای فلسطین (به کردی: Kurdên Filistînê) فلسطینی‌هایی با اصالت کُرد هستند.

## تاریخچه
صلاح‌الدین ایوبی، رهبر مسلمانان -که در آن دوره توسط غربی‌ها «ساراسن» نامیده می‌شدند- کُرد بود و در قرن دوازدهم فلسطین را آزاد کرد. ریشه‌های برخی از کردهای فلسطینی را می‌توان به دوران فتوحات سلسله ایوبی کرد در طول جنگ‌های صلیبی بازگرداند. حاکمان ایوبی بسیاری از قبایل کُرد را در فلسطین اسکان دادند و به امیران کرد املاک خاصی در شهرهای اصلی فلسطین اعطا کردند تا مرزها را در برابر حملات صلیبی‌ها تأمین کنند. از جمله سکونتگاه‌های اصلی با تجمعات کردی در فلسطین می‌توان به شهرهای الخلیل، قدس و نابلس اشاره کرد.
در دورۀ مملوکی، علماء و روحانیان کُرد به فلسطین آمدند، از جمله شیخ ابراهیم بن الهدمه کردی که در روستای سعیر، واقع بین قدس و الخلیل، ساکن شد و تا زمان مرگش در سال ۷۳۰ هجری/۱۳۲۹ میلادی در آنجا ماند. آن‌ها در طول دورۀ حکومت عثمانی نیز به دلیل تجارت و کار به حضور در فلسطین ادامه دادند.
همچنین بسیاری از قبایل کردی پس از دورۀ ایوبیان، به ویژه در دوران عثمانی‌ها، به فلسطین آمدند. کردها بزرگ‌ترین اقلیت قومی در کرانۀ باختری هستند. 
پس از جنگ اعراب و اسرائیل در سال ۱۹۴۸ و جنگ ۱۹۶۷، خانواده‌ها و قبایل فلسطینی با اصالت کُرد به کشورهای همسایۀ عربی مانند سوریه، لبنان و اردن مهاجرت کردند.

## قبه قیمریه
قبه قیمریه که امروزه در محوطۀ مسجدالاقصی قرار دارد، به گروهی از مجاهدان کُرد که از قلعۀ قیمر واقع در کوه‌های بین موصل و اخلاط آمده‌اند، منسوب است.
از جمله دفن‌شدگان در آن:  
- امیر حسام‌الدین ابوالحسن بن ابی‌الفوارس قیمری (درگذشته ۶۴۸ هجری/۱۲۵۰ میلادی)  
- امیر ضیاء‌الدین موسی بن ابی‌الفارس (درگذشته ۶۴۸ هجری/۱۲۵۰ میلادی)  
- امیر حسام‌الدین خضر قیمری (درگذشته ۶۶۵ هجری/۱۲۶۲ میلادی)  
- امیر ناصر‌الدین ابوالحسن قیمری (درگذشته ۶۶۵ هجری/۱۲۶۶ میلادی)

## الخلیل (حبرون)
در سال ۱۱۸۷ میلادی صلاح‌الدین ایوبی که یک کُرد مسلمان بود، الخلیل را بازپس گرفت و نام آن را به الخلیل تغییر داد. محلۀ کردها تا اوایل دوره حکومت عثمانی در این شهر وجود داشت. ریچارد شیردل شهر را پس از مدتی کوتاه بازپس گرفت. ریچارد کورنوال، که از انگلستان آورده شده بود تا اختلافات جدی بین شوالیه‌های معبد و شوالیه‌های هوسپیتالر را حل کند، توانست صلح را در منطقه برقرار کند. اما مدت کوتاهی پس از عزیمت او، اختلافات دوباره شعله‌ور شد و در سال ۱۲۴۱ شوالیه‌های معبد حمله‌ای ویرانگر به الخلیل مسلمان‌نشین انجام دادند که نقض توافق‌های قبلی محسوب می‌شد.
برخی ادعا می‌کنند که تا یک سوم جمعیت الخلیل اصالت کُرد دارند و محله‌های خاص خود را داشته‌اند، مانند محله کُردها (Quarter of Kurds).

## غزه
خانواده‌های کُرد در غزه امروز بخشی از بافت اجتماعی فلسطین هستند و به طور کامل آداب و رسوم و ویژگی‌های اجتماعی خود را حفظ کرده‌اند و به هر دو زبان کردی و عربی صحبت می‌کنند. جمعیت کُردهای غزه در سال ۲۰۲۳ در حدود ۵۰ هزار نفر برآورد شده است.
در ۲۲ اکتبر ۲۰۲۳ در جریان حملۀ اسرائیل به غزه ۱۲ عضو یک خانوادۀ کُرد در نوار غزه جان خود را از دست دادند.
 همچنین در ۲۹ اکتبر ۲۰۲۳ نیز انجمن فرهنگی کرد اردن اعلام کرد که در بمباران‌های اسرائیل ۹ نفر دیگر از خانواده‌های کُرد و مرادکُردی در نوار غزه کشته شده‌اند.

## الجلیل (جلیله)
حضور کردها در منطقۀ الحوله از دهۀ ۱۸۳۰ آغاز شد. در سال ۱۸۴۹، بر اساس تخمین‌های یک مأموریت تبشیری که از منطقه بازدید کرده بود، جمعیت آن‌ها حدود ۱۰۰۰ نفر بود. جهان‌گرد آمریکایی "روبینسون" در سال ۱۸۵۲ به آن‌ها اشاره کرد و در سال ۱۸۷۶ نقشۀ "استنفورد" منطقۀ ارض الخیط را به عنوان محل سکونت آن‌ها مشخص کرد. از جمله ساکنان روستاهای کراد البقاره و کراد الغنامه هستند که جمعیت آن‌ها در سال ۱۹۴۵ حدود ۷۱۰ نفر بود که حدود ۳۶۰ نفر از کراد البقاره و حدود ۳۵۰ نفر از کراد الغنامه بودند. آن‌ها پس از تصمیم آتش‌بس به روستای شعب در منطقه عکا اخراج شدند و پس از مداخلۀ صلیب سرخ و ناظران آتش‌بس به روستاهای خود بازگشتند، اما در سال ۱۹۵۶ در جریان تجاوز سه‌جانبۀ اسرائیل به جولان اخراج شدند.

## شخصیت‌های برجسته
- غسان کنفانی (۹ آوریل ۱۹۳۶ در عکا - ۸ ژوئیه ۱۹۷۲ در بیروت)، رمان‌نویس، داستان‌نویس و روزنامه‌نگار فلسطینی